# Campeonato Europeu de Ginástica Artística de 1973
O Campeonato Europeu de Ginástica Artística de 1973 teve suas competições femininas realizadas em Londres, Grã-Bretanha, e as masculinas em Grenoble, França.

## Eventos
- Individual geral masculino
- Solo masculino
- Barra fixa
- Barras paralelas
- Cavalo com alças
- Argolas
- Salto sobre a mesa masculino
- Individual geral feminino
- Trave
- Solo feminino
- Barras assimétricas
- Salto sobre a mesa feminino

## Medalhistas
| Evento              | Ouro                                                             | Prata                                    | Bronze                        |
| Masculino           |                                                                  |                                          |                               |
| Individual geral    | URS Viktor Klimenko                                              | URS Nikolai Andrianov                    | FRG Klaus Köste               |
| Solo                | URS Nikolai Andrianov                                            | URS Viktor Klimenko                      | FRG Klaus Köste               |
| Cavalo com alças    | HUN Zoltan Magyar                                                | POL Wilhelm Kubica                       | URS Viktor Klimenko           |
| Argolas             | URS Viktor Klimenko                                              | URS Nikolai Andrianov ROU Danut Grecu    | nenhum                        |
| Salto sobre a mesa  | URS Nikolai Andrianov                                            | POL Andrzej Szajna                       | HUN Imre Molnar               |
| Barras paralelas    | URS Viktor Klimenko                                              | URS Nikolai Andrianov FIN Mauro Nissinen | nenhum                        |
| Barra fixa          | FRG Klaus Köste FRG Eberhard Gienger                             | nenhum                                   | FRG Wolfgang Thüne            |
| Feminino            |                                                                  |                                          |                               |
| Individual geral    | URS Ludmilla Tourischeva (38.100)                                | URS Olga Korbut (37.650)                 | GDR Kerstin Gerschau (37.400) |
| Salto sobre a mesa  | URS Ludmilla Tourischeva (18,850) GDR Angelika Hellmann (18,850) | nenhum                                   | GDR Uta Schorn (18,700)       |
| Barras assimétricas | URS Ludmilla Tourischeva (19,300)                                | GDR Angelika Hellmann (19,250)           | ROU Alina Goreac (18,950)     |
| Trave               | URS Ludmilla Tourischeva (19,100)                                | ROU Alina Goreac (19,850)                | ROU Anca Grigoras (18,750)    |
| Solo                | URS Ludmilla Tourischeva (18,900)                                | GDR Kerstin Gerschau (18,800)            | ROU Alina Goreac (18,750)     |

## Quadro de medalhas
| Ordem | País               | Medalha de ouro | Medalha de prata | Medalha de bronze |    |
| ----- | ------------------ | --------------- | ---------------- | ----------------- | -- |
| 1     | União Soviética    | 10              | 5                | 1                 | 16 |
| 2     | Alemanha Ocidental | 2               |                  | 3                 | 5  |
| 3     | Alemanha Oriental  | 1               | 2                | 2                 | 5  |
| 4     | Hungria            | 1               |                  | 1                 | 2  |
| 5     | Roménia            |                 | 2                | 3                 | 5  |
| 6     | Polónia            |                 | 2                |                   | 2  |
| 7     | Finlândia          |                 | 1                |                   | 1  |
| TOTAL | TOTAL              | 14              | 12               | 10                | 36 |